# نیروی زمینی شمالی ایالات متحده آمریکا
نیروی زمینی شمالی ایالات متحده آمریکا (انگلیسی: United States Army North) یا ارتش پنجم ایالات متحده آمریکا (به‌اختصار: آرنورث) ارتش میدانی نیروی زمینی ایالات متحده آمریکا و تحت امر فرماندهی شمالی ایالات متحده آمریکا است، که در سال ۱۹۴۳ تأسیس شد.
نیروی زمینی شمالی، یک فرماندهی واحد خدمات ارتش و تابع فرماندهی شمالی ایالات متحده و نیروی زمینی مشترک واحد فرماندهی شمالی است. نیروی زمینی شمالی مسئول دفاع از میهن و پشتیبانی دفاعی از مقامات غیرنظامی است. نیروی زمینی شمالی مقر اصلی‌اش در فورت سم هوستون، تگزاس است. این نیرو که در سال ۲۰۰۴ به آرنورث تغییر نام داد، برای اولین بار در اوایل ژانویه ۱۹۴۳ به عنوان ارتش پنجم ایالات متحده، تحت فرماندهی سپهبد مارک دبلیو. کلارک، فعال شد.